# Mitos de creación chinos

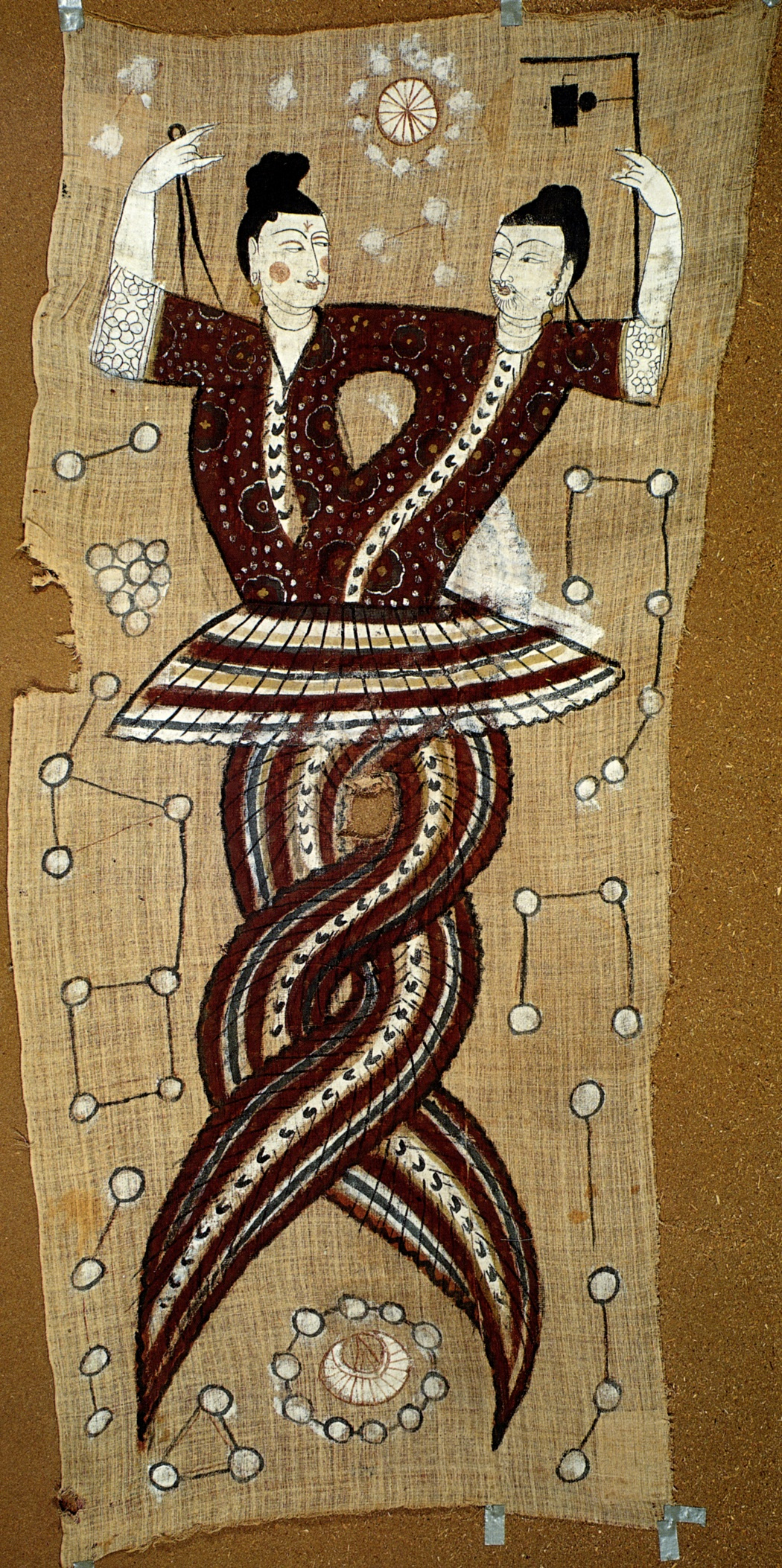
Nüwa con el Compás y Fuxi con la escuadra.

Los mitos de creación chinos son el conjunto de relatos y tradiciones de la cosmología china que explican el origen del universo, del mundo y la humanidad. "Los mitos de la creación son historias simbólicas que describen cómo el universo y sus habitantes llegaron a ser. Los mitos de la creación se desarrollan a través de tradiciones orales y, por lo tanto, típicamente tienen múltiples versiones.." Son relatos que incluyen un papel variable de las divinidades en la creación de lo que existe y a diferencia de otras mitologías, no forman un corpus unitario donde una historia sucede a otra sino que se trata de mitos complementarios y a menudo contradictorios, elaborados de manera tardía y con influencias de otras culturas. Los motivos de este corpus inconexo deben buscarse, según los estudiosos, en dos rasgos del pensamiento chino: la importancia de los asuntos culturales y políticos antes que cosmológicos y la difuminación del papel de las deidades, que hacen que la creación sea un asunto menos religioso. Algunos de los textos considerados mitos de creación, de hecho, son fragmentos o comentarios a mitos fundacionales sobre la historia del país o determinadas costumbres y no relatos autónomos, extremo que probaría este carácter secundario otorgado a la creación por la cultura china temprana. A medida que evolucionó el pensamiento oriental con el auge del daoismo y se mezclaron tradiciones diversas, fueron surgiendo entre el pueblo varias historias que, recopiladas por los filósofos y escritores clásicos, constituyen un conjunto de mitos relacionados con los orígenes. La religión popular es, pues, la fuente principal de estos mitos, en claro contraste con el relato homogéneo de la cultura judeocristiana, la cosmogonía griega o la mitología mesopotámica. Algunos de estos mitos, además, se han conservado únicamente en reinterpretaciones posteriores, donde se intentaba racionalizar el papel del dioses y los principios inmateriales.
A pesar de esta dispersión, se aprecian en los mitos chinos motivos o principios comunes de la mitología comparada que permiten la clasificación de los relatos según el mecanismo para la creación del cosmos. La diferente cronología de las fuentes provoca que intenten armonizar tradiciones, de manera que por ejemplo el yin y yang aparecen en diversas explicaciones míticas, en algunas como origen y en otras como adiciones posteriores.

## Creación ex nihilo'
La creación ex nihilo supone que antes de la Tierra y el Cielo existía la nada. Este escenario aparece en Taiyo Shēngshuǐ, de interpretación controvertida. En este texto del 300 a. C. escrito en cañas de bambú, una figura mítica, posteriormente identificada con Shangdi, se creó de la nada el agua. Con ayuda de esta agua se creó el Cielo y la Tierra, cada uno con sus dioses. La colaboración entre estas entidades divinas provocó el nacimiento de los seres vivos.
El Ling Xian («La Constitución Espiritual del Universo»), escrito por Zhang Heng, menciona una oscuridad primordial, el interior de la cual era el vacío y el exterior la no existencia. Este nada permaneció durante un largo período, hasta que se formó la raíz del Tao —sin que se explique cómo se opera el cambio—. El Tao crece hasta dar forma a las cosas y vida a las diferentes criaturas, así como al yin y yang. El yang, siempre en movimiento, creó el Cielo, mientras que el yin formó la Tierra. La fertilización de Cielo y Tierra supuso el Gran Origen o principio del mundo actual, un huevo cósmico en el océano cósmico, donde la Tierra ocupa el centro.

## Creación a partir de un elemento primordial
El Huainanzi es una recopilación de ensayos que incluye dos versiones de la creación.  La más extensa indica que al principio había una especie de energía volante, que algunos comentaristas han asimilado a la arjé los pre-socráticos. Esta energía, similar al aire, sufrió el «Gran Origen», que no se explica, del que nació la nebulosa vacía original. Esta nebulosa engendró el espacio-tiempo y de este nació el Qì que es uno de los conceptos fundamentales del pensamiento chino antiguo, a menudo traducido por «fuerza vital». El Qì se escindió por una separación entre lo puro y brillante, que se concentró en el Cielo, y lo impuro o turbio, se concentró para formar la Tierra, con más dificultad y tiempo. Las esencias de estas dos entidades se convirtieron en el yin y yang, que a su vez crearon las cuatro estaciones del año —asimilables a los elementos clásicos— y de ellas surgieron, por combinación, los astros y los cuerpos. Se ha visto en este relato una racionalización de mitos antiguos para intentar explicar la cosmogonía con términos científicos. Birrell explica que se creía que el Qi "«encarnaba energía cósmica que gobernaba la materia, el tiempo y el espacio. Esta energía, de acuerdo con las narrativas míticas chinas, sufre una transformación en el momento de la creación, de modo que el elemento nebuloso del vapor se diferencia en elementos duales de masculino y femenino, Yin y Yang, materia dura y blanda, y otros elementos binarios» ".
El Taijitu Shuo se mantiene fiel a la cosmología del neoconfucianismo y menciona dos principios primordiales, el movimiento y la quietud, asimilados al yin y yang, que generan los elementos básicos de la tierra, el agua, la madera, el metal y el fuego, conocidos como los cinco elementos chinos que conforman toda sustancia partir de las combinaciones explicadas al I Ching.La teoría describe los ciclos de generación (生, shēng) y de dominación (克, kè) entre ellos.
Según el ciclo de generación —también llamado ciclo de creación—:
- La madera alimenta al fuego,
- El fuego, con sus cenizas, produce tierra,
- La tierra alberga los minerales,
- El metal alimenta al agua,
- El agua da vida a la madera.

## Creación a partir del caos
El Tianwen' «Preguntas al Cielo», de las Elegías de Chu es un texto poético del siglo IV aC que consta de 172 preguntas dirigidas al Cielo, Tian, y que no se responden, se dejan abiertas para la reflexión del lector. La formulación de las preguntas, sin embargo, permite deducir gran parte de los elementos de los mitos de creación. Según el Tianwen en el principio había un caos inicial, a partir del cual se formó de manera espontánea un orden que originó el yin y yang. El es llamado como: «el documento más valioso en la mitografía china» y se conjetura una fecha anterior para su mito «ya que claramente se basa en un fondo preexistente de mito».

Un diagrama taoísta de la creación de las «miles de cosas» desde la unidad original a través del yin y yang y los trigramas.

El Daoyuan no menciona el caos, un concepto que como tal podría ser de carácter occidental, pero sí un origen amorfo que se asimilaría y que se identifica con el Tao. Del Tao emergen por orden los conceptos numéricos que forman el mundo: al principio surge la unidad cósmica o Taiji que a su vez origina el dualismo del yin y yang. Estos forman el principio trinitario y desde aquel nacen la multitud de seres vivos y no vivos del universo, los cuales deben mantener el equilibrio entre el ying y el yang. El Daoyuan (siglo II a. C.) habla igualmente del Tao primordial y amorfo pleno del Qì energía vital. Esta energía, similar a un vapor, es la responsable de la formación de los cuerpos y permanece en su interior.

### Creación a partir de seres
El segundo relato de creación del Huainanzi incluye la presencia de dos divinidades creadoras o espíritus que vagaban en medio de la oscuridad. Crearon el Cielo y la Tierra, ambos sin límites físicos, con su energía. Cuando la energía estaba confusa, aparecían criaturas diversas, cuando estaba refinada, seres humanos. La separación entre los dos mundos es comparable a la separación entre las aguas superiores e inferiores que se encuentra en el Enûma Elish mesopotámico que también incluye dos dioses creadores: Marduk, dios de la luz y el orden, debe vencer a Tiamat, quien representa a la oscuridad y el caos. Erich Fromm considera Enûma Elish como la expresión poética de la transformación de la sociedad desde el matriarcado al patriarcado, más precisamente el cambio de paradigma de la fertilidad de la tierra como fuente de la vida y la creación a la razón como fuente de la creación humana.

### Nüwa

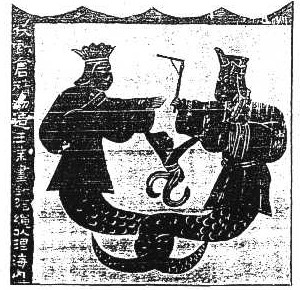
Fuxi (derecha) y su hermana/esposa Nüwa (izquierda).

Un mito popular atribuye a la diosa Nüwa la creación del mundo. La Tierra cuadrada ya existía y se unía con ocho pilares al Cielo redondo pero estos estaban rotos y toda la materia estaba confusa. Nüwa arregló la unión entre los dos mundos ——restaurando el Axis mundi— y a partir de ese momento pudo dedicarse a poblarse con los materiales preexistentes. Del barro salen los hombres, que según la calidad y la mezcla con la tierra amarilla pertenecen a un estamento u otro. Destaca el hecho de que no pudo acabar su obra porque tenía demasiado trabajo reparando el que se había roto —tal vez debido al diluvio universal—, pero no está claro, por eso los primeros emperadores y espíritus tuvieron que perfeccionar el ser humano a lo largo de generaciones. La creación, por tanto, no ha finalizado y continúa en evolución. Probablemente el mito de Nüwa nace de la fusión de varias historias complementarias donde se intenta alinear la preexistencia de seres —materiales de futuras generaciones— con una divinidad creadora, que actúa más como el demiurgo en la filosofía idealista de Platón, que es considerado un dios creador del cosmos.
En otros relatos tardíos Nüwa es el nombre de la primera mujer, equivalente a Eva, casada con su hermano Fuxi, rey chino mítico. Por ejemplo en el Duyi zhi (siglo IX) estos dos eran los únicos seres humanos de un planeta que ya existía desde siempre. Tenían vergüenza de mantener relaciones sexuales por ser hermanos pero querían dar a luz a la humanidad, por eso pidieron permiso al Cielo. Este envió una niebla, signo favorable, y Nüwa ocultó su rostro para unirse al primer hombre, al igual que las novias usaban un velo en la ceremonia nupcial. De ellos dos nacieron todos los hombres. Se cuenta también, que a fin de acelerar la procreación de los seres humanos, Fuxi y Nüwa encontraron una manera adicional mediante el uso la arcilla para crear figuras humanas, y con el poder divino que se les había confiado, hicieron que las figuras de barro cobraran vida.
El Fengsu Tongyi ("Significados comunes en las costumbres"), escrito por Ying Shao alrededor del año 195 dc , describe las creencias de la era Han sobre la diosa primigenia.

La gente dice que cuando el Cielo y la tierra se abrieron y se desplegaron, la humanidad todavía no existía, Nüwa amasó la tierra amarilla y creó seres humanos. Aunque trabajó febrilmente, no tenía fuerzas suficientes para terminar su tarea, por lo que tiró su cuerda en un surco a través del barro y la levantó para crear seres humanos. Es por eso que los aristócratas ricos son los seres humanos hechos de tierra amarilla, mientras que los plebeyos comunes y corrientes son los seres humanos hechos a partir del surco del cordón.

### Pangu
Según el Sanwu Liji (clos del tiempo») es otro texto del siglo III atribuido a Xu Zheng. Esta versión detalla la metamorfosis cosmológica del cuerpo microcósmico de Pangu en el macrocosmos del mundo físico.

Cuando el primogénito, Pangu, se acercaba a la muerte, su cuerpo se transformó. Su aliento se convirtió en viento y nubes; su voz se convirtió en trueno. Su ojo izquierdo se convirtió en el sol; su ojo derecho se convirtió en la luna. Sus cuatro extremidades y cinco dedos sesiglo III), el dsiglo III), el dios Pangu nació del huevo cósmico primordial y a partir de diversas transformaciones de su cuerpo, creó todo lo que existe. Los ssiglo III), esiglo III), el dios Pangu nació del huevo cósmico primordial y a partir de diversas transformaciones de su cuerpo, creó todo lo que existe. Los seres humanos son las pulgas que parasitan Pangu. El hecho de que todo tenga pedazos de Pangu explica el carácter divino de cualquier criatura, panteísmo y también los paralelismos existentes entre el cuerpo humano y el mundo exterior, reflejados en el Neijing Ti , y que equivale a la relación entre microcosmos y macrocosmos de los griegos y renacentistas europeos.
El Wuyun Linian Ji («Una crónica de los cinco cil dios Pangu nació del huevo cósmico primordial y a partir de diversas transformaciones de su cuerpo, creó todo lo que existe. Los seres humanos son las pulgas que parasitan Pangu. El hecho de que todo tenga pedazos de Pangu explica el carácter divino de cualquier criatura, panteísmo y también los paralelismos existentes entre el cuerpo humano y el mundo exterior, reflejados en el Neijing Ti , y que equivale a la relación entre microcosmos y macrocosmos de los griegos y renacentistas europeos.
El Wuyun Linian Ji («Una crónica de los cinco cieres humanos siglo III), el dios Pangu nació del huevo cósmico primordial y a partir de diversas transformaciones de su cuerpo, creó todo lo que existe. Los seres humanos son las pulgas que parasitan Pangu. El hecho de que todo tenga pedazos de Pangu explica el carácter divino de cualquier criatura, panteísmo y también los paralelismos existentes entre el cuerpo humano y el mundo exterior, reflejados en el Neijing Ti , y que equivale a la relación entre microcosmos y macrocosmos de los griegos y renacentistas europeos.
El Wuyun Linian Ji («Una crónica de los cinco cison las pulgas que parasitan Pangu. El hecho de que todo tenga pedazos de Pangu explica el carácter divino de cualquier criatura, panteísmo y también los paralelismos existentes entre el cuerpo humano y el mundo exterior, reflejados en el Neijing Ti , y que equivale a la relación entre microcosmos y macrocosmos de los griegos y renacentistas europeos.
El Wuyun Linian Ji («Una crónica de los cinco ciios Pangu nació del huevo cósmico primordial y a partir de diversas transformaciones de su cuerpo, creó todo lo que existe. Los seres humanos son las pulgas que parasitan Pangu. El hecho de que todo tenga pedazos de Pangu explica el carácter divino de cualquier criatura, panteísmo y también los paralelismos existentes entre el cuerpo humano y el mundo exterior, reflejados en el Neijing Ti , y que equivale a la relación entre microcosmos y macrocosmos de los griegos y renacentistas europeos.

El Wuyun Linian Ji («Una crónica de los cinco civenas se convirtieron en las arterias de la tierra; su carne se convirtió en campos y tierra. Su cabello y barba se convirtieron en las estrellas; su vello corporal se convirtió en plantas y árboles. Sus dientes y huesos se convirtieron en metal y roca; su médula vital se convirtió en perlas y jade. Su sudor y fluidos corporales se convirtieron en lluvia. Todos los ácaros de su cuerpo fueron tocados por el viento y se convirtieron en personas de pelo negro.

### Los Tres Puros
Los Tres Puros (chino: 三清, pinyin: Sān Qīng, Wade-Giles: San Ch'ing) son las principales deidades primordiales taoístas que representan las principales manifestaciones o formas en que se presenta la energía celestial primordial del Tao, y por ello también del origen del universo y de todos los seres sintientes.
Estos tres Dioses son: 
- El Puro de Jade (玉清, Yù Qīng, Yu ch'ing), también conocido como Yuanshi Tianzun, "Venerable Celeste del Comienzo Original", o el "Celestial Anciano del Origen Primigenio". Siendo el primero (el uno) de la Trinidad taoísta.
- El Puro Superior (上清, Shàng Qīng, Shang Cch'ing), también conocido como Lingbao Tianzun (灵宝天尊, 靈寶天尊, Língbǎo Tiānzūn), "Venerable Celeste del Tesoro Sublime" o el "Celestial Anciano del Tesoro Espiritual". Siendo el Segundo (el Dos) de la Trinidad taoísta.
- El Gran Puro (太清, Tài Qīng, T'ai Ch'ing), también conocido como Daode Tianzun (道德天尊, Dàodé Tiānzūn), "Venerable Celeste del Tao y su virtud", o el "Celestial Anciano de la Virtud de Tao", asociado a Lao-Tse (Laozi) divinizado. Siendo el Tercero (el Tres) de la Trinidad taoísta.

Del clásico taoísta Tao Te Ching, se sostiene que:

"El Tao produjo Uno (El Puro de Jade); Uno produjo Dos (El Puro Superior); Dos produjo Tres (El Gran Puro); Tres produjo los "10000 seres" (Todas las cosas y seres existentes)". (Cap. 42)

## Vista occidental
Norman J. Girardot, profesor de religión china en la Universidad de Lehigh, analizó las complicaciones dentro de los estudios de la mitología de la creación china. Por un lado,

Con respecto a China, existe el problema muy real de la extrema pobreza y fragmentación de los relatos mitológicos, una ausencia casi total de cualquier narrativa mítica coherente que data de los primeros períodos de la cultura china. Esto todavía es más cierto con respecto a los auténticos mitos cosmogónicos, ya que los fragmentos conservados son extremadamente escasos y en la mayoría de los casos son relatos secundarios historizados y moralizados por los redactores de la escuela confuciana que estaba emergiendo como la tradición clásica predominante durante el período Han.

Por otro lado, hay problemas con lo que Girardot llama «China como una falacia de caso especial»; suponiendo que, a diferencia de «otras culturas antiguas más descaradamente atrapadas en la agonía de la religión y el mito», China no tenía ningún mito de la creación, con la excepción de Pangu, que era una importación tardía, y probablemente extranjera.
Girardot remonta los orígenes de esta «rigidez metodológica» o «negligencia benigna» para el estudio de la religión y la mitología china a los eruditos misioneros de principios del siglo XIX que buscaban mitos de creación en los primeros textos chinos, «la preocupación para el estudio de la cosmogonía china en la parte de los misioneros resultó en una frustración por no encontrar nada que se pareciera a la doctrina cristiana de un Dios creador racional».
Esta teoría de «China como un caso especial» se convirtió en un artículo de fe entre los académicos del siglo XX. El influyente pensamiento chino del sinólogo francés Marcel Granet dijo:

es necesario notar el lugar privilegiado dado a la política por los chinos. Para ellos, la historia del mundo no comienza antes del comienzo de la civilización. No se origina por una recitación de una creación o por especulaciones cosmológicas, sino con las biografías de los sabios reyes. Las biografías de los antiguos héroes de China contienen numerosos elementos míticos; pero ningún tema cosmogónico ha entrado en la literatura sin haber sufrido una transformación. Todas las leyendas pretenden informar los hechos de una historia humana ... El predominio otorgado a la preocupación política se acompaña para los chinos de una profunda repulsión por todas las teorías de la creación.

### Otras opiniones adicionales
- «A diferencia de otras naciones, los chinos no tienen cosmogonía mitológica, las fuentes más antiguas ya intentan dar cuenta de la creación de una manera científica".[27]
- «Es bastante llamativo que, aparte de este único mito —sobre Pangu—, quizás China únicamente entre las principales civilizaciones de la antigüedad, no tenga una historia real de creación. Esta situación es paralela a lo que encontramos en la filosofía china, donde, desde al principio, hay un gran interés en la relación del hombre con el hombre y en el ajuste del hombre al universo físico, pero relativamente poco interés en los orígenes cósmicos».[28]
- «... los chinos, entre todos los pueblos antiguos y recientes, primitivos y modernos, son aparentemente únicos en no tener mito de la creación, es decir, han considerado el mundo y el hombre como no creado, ya que constituyen las características centrales de un cosmos espontáneamente autogenerado sin ningún creador, dios, causa última o voluntad externa a sí mismo».[29]